# 笼头

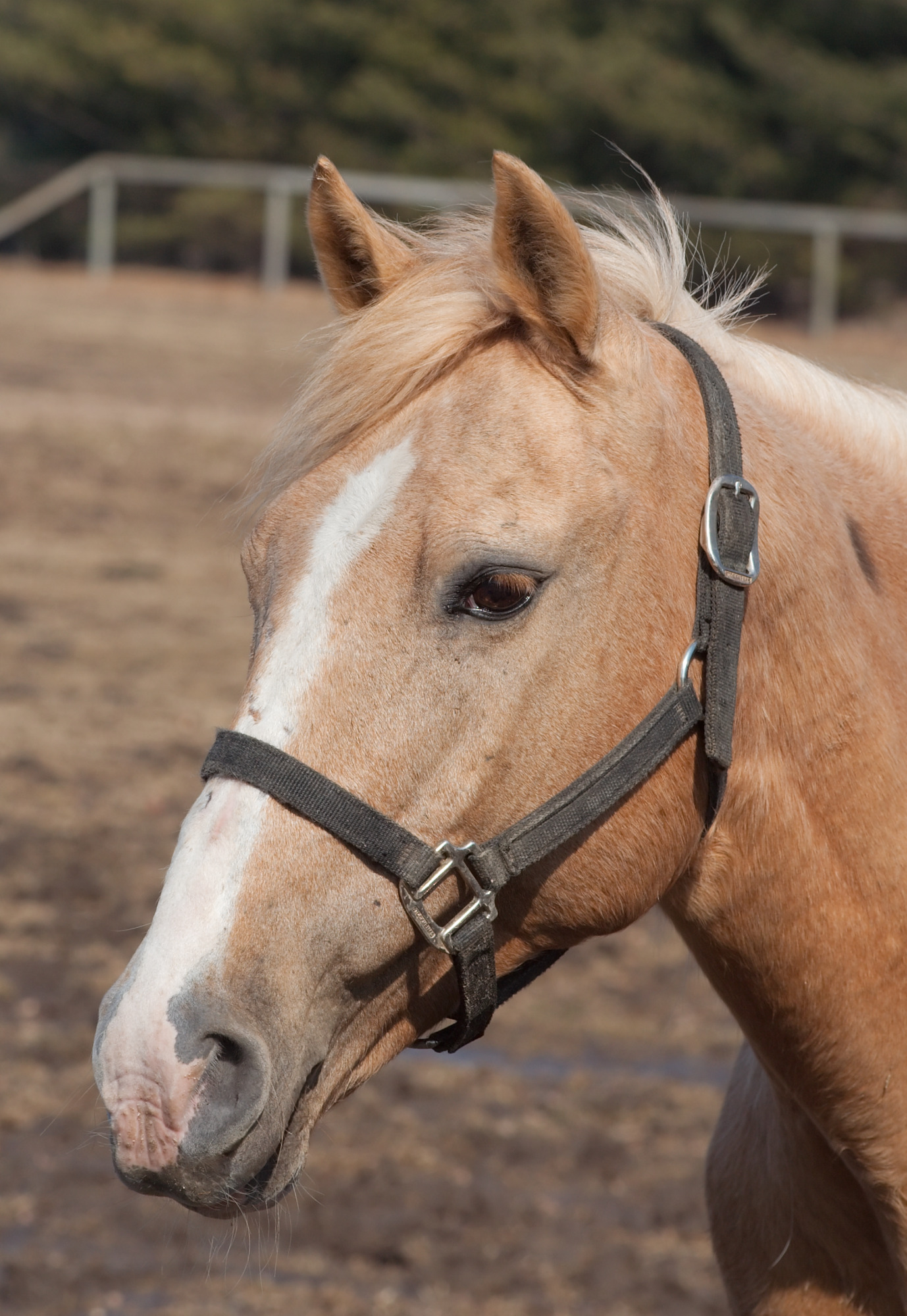
一匹戴着尼龙笼头的马

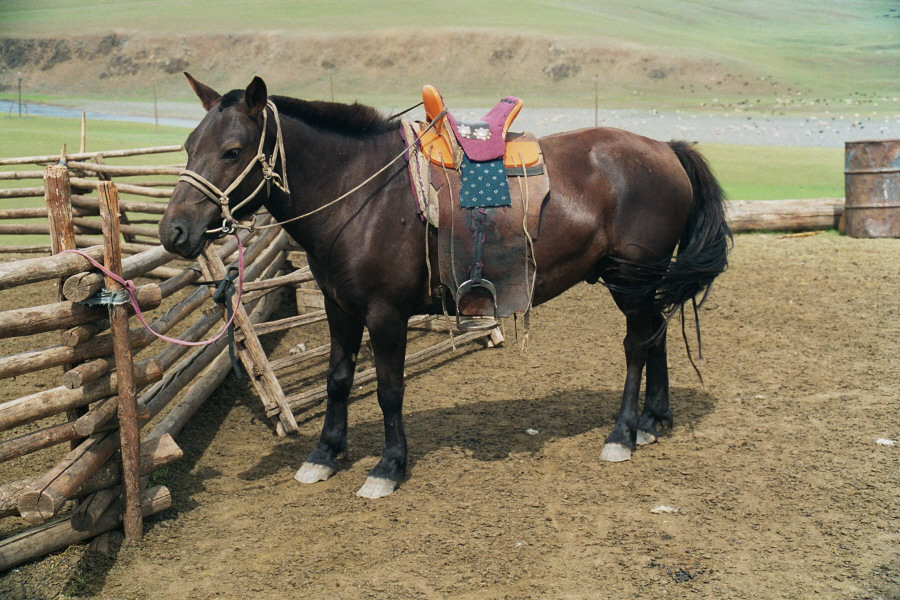
全套馬俱:籠頭、韁繩、馬鞍和馬蹬

笼头，是一种用来驯养牲口或其它动物的工具。通常笼头由一组带子组成，一条绕过耳后，一条环绕动物伸长的吻。笼头可以系上缰绳以便牵引或者拴住动物。笼头与辔头的主要区别在于辔头更常用于骑乘动物的时候，因为如果用辔头来拴牲口，嚼子容易使牲口的嘴受伤；笼头的另一个好处是可以用来防止牲口随意吃东西，尤其是用于耕地时。